# 蓮根団地
蓮根団地（はすねだんち）は、東京都板橋区蓮根に日本住宅公団が整備した公団住宅である。本項では、建て替えられた「新蓮根団地」についての概要も記す。

## 概要
公団は西山夘三が提唱した食寝分離を基本として2つの寝室と浴室、ダイニングキッチン（DK）を備えた2DKを標準設計として採用し、都内では8番目、板橋区内では小豆沢団地（パークハイツ小豆沢に建て替えられる）に次いで2番目に竣工した蓮根団地は、この思想を反映した最初期の団地だった。入居開始時の家賃（2DKタイプ）は月額4,700円。1959年（昭和34年）から1971年（昭和46年）ごろまで月額5,060円だった。
1987年（昭和62年）、住宅・都市整備公団は当団地を都内初の建て替え事業の対象となる団地に指定、同年、愛知県の志賀団地、福岡県の梅光園団地とともに工事に着手した。

### 復元・展示
東京都北区の「URまちとくらしのミュージアム」では、当団地の一室を再現して一般公開されている。同展示では、キッチンに石造りの流し台が設置されているが、実際には1965年（昭和40年）ごろまでにはステンレス製の流し台に交換されていた。

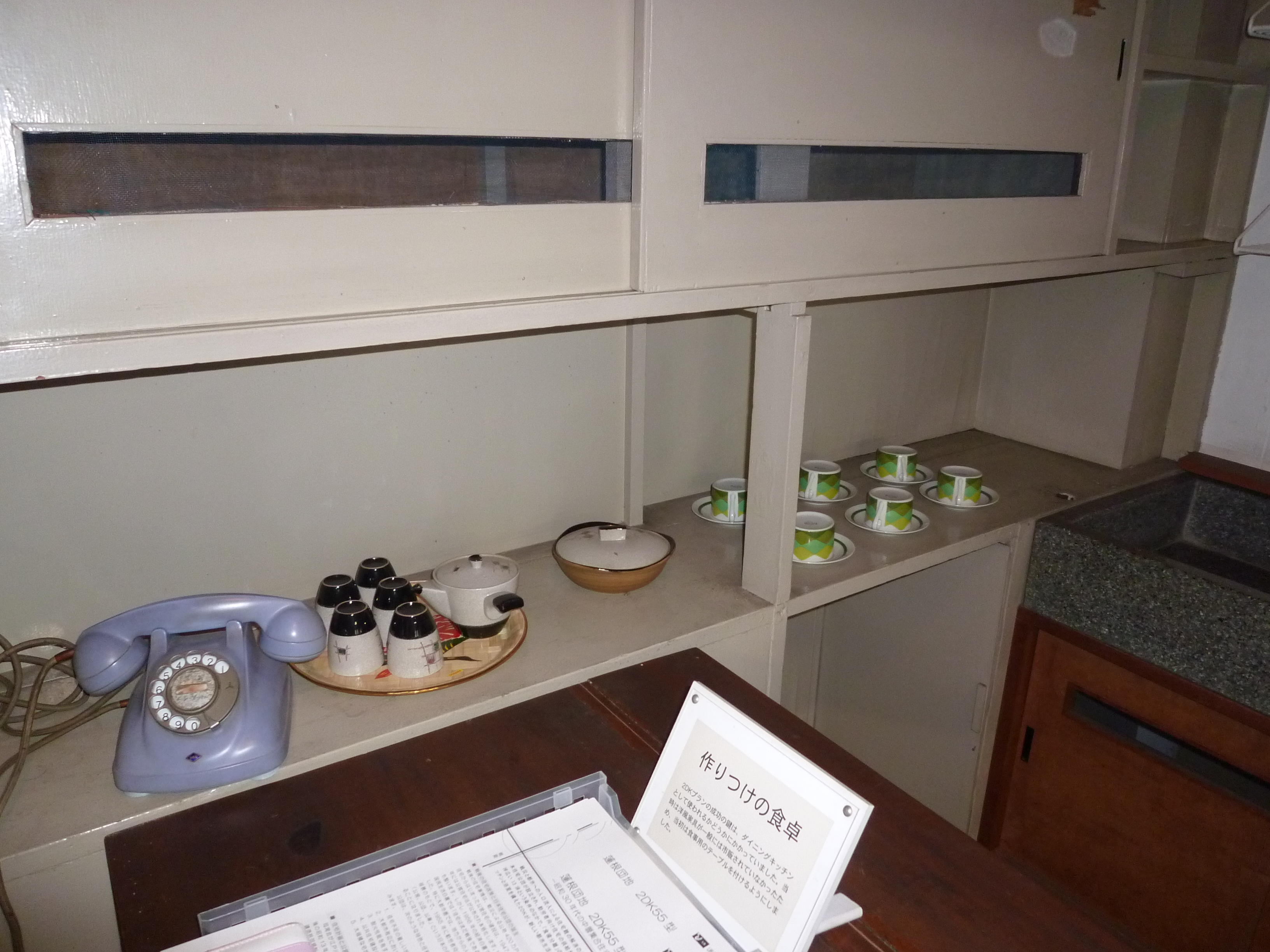
カウンター式のダイニングキッチン（集合住宅歴史館展示）
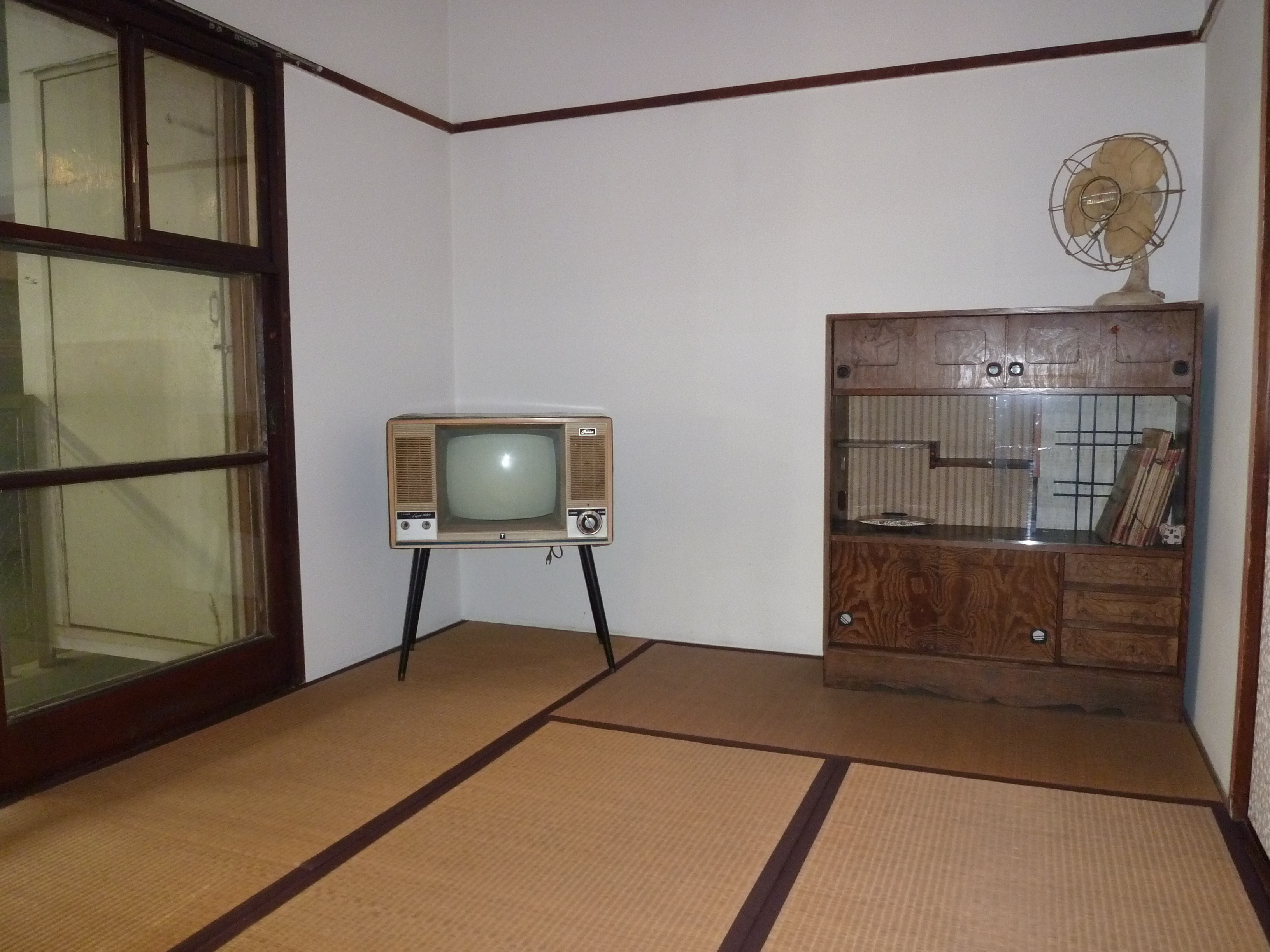
蓮根団地の和室（同）

## 新蓮根団地
- 竣工 - 1991年～1993年
- 構成 - 19棟から構成、全702戸。賃貸棟と分譲棟がある。5階建て～14階建て。
- 所在 - 東京都板橋区蓮根二丁目28～30番

## 交通
- 都営地下鉄三田線 蓮根駅・西台駅
- 国際興業バス　蓮根二丁目停留所
  - 池20：池袋駅西口－高島平操車場
  - 浮舟02：ときわ台駅－浮間舟渡駅
  - 赤56：赤羽駅西口－高島平操車場